# Gavina dels penya-segats
La gavina dels penya-segats (Chroicocephalus scopulinus és un ocell marí de la família dels làrids (Laridae). Habita les costes i grans llacs de Nova Zelanda i les illes Chatham. És considerat una subespècie de la gavina australiana (Chroicocephalus novaehollandiae) per alguns autors